# Philippe Bonnecarrère
Philippe Bonnecarrère (nascut el 12 de juliol del 1955 a Tolosa de LLenguadoc, departament francès d'Alta Garona) és un advocat i polític francès qui és senador de la República de França d'ençà el 28 de setembre del 2014. Actualment també és membre de la comissió de lleis i vicepresident de la comissió d'afers europeus. Del 1986 al 1993 va ser vicepresident del consell regional del Migdia-Pirineus, del 1985 al 1995 conseller general del cantó d'Albi-Sud, del 1993 al 1997 diputat de la segona circumscripció del departament del Tarn, del 1998 al 2018 conseller general del cantó d'Albi-Est, del 1995 al 2014 president del consell d'administració del museu Toulouse-Lautrec d'Albi, del 1995 al 2014 batlle de la ciutat d'Albi, del 2014 al 2018 conseller municipal d'Albi. Ha estat condecorat cavaller de la Legió d'Honor des del primer de gener del 2004, conseller general i batlle honorari del Tarn.